# Tonna tetracotula
Tonna tetracotula is een slakkensoort uit de familie van de Tonnidae. De wetenschappelijke naam van de soort is voor het eerst geldig gepubliceerd in 1919 door Hedley.